# Poemat dla dorosłych
Poemat dla dorosłych – poemat Adama Ważyka opublikowany po raz pierwszy 21 sierpnia 1955 w „Nowej Kulturze”. W 1956 opublikowano go w zbiorze Poemat dla dorosłych i inne wiersze. Po latach wznowiony w „drugim obiegu”.
Autor, który do tej pory był znany jako twórca wierszy bezkrytycznie chwalących ustrój socjalistyczny, w Poemacie dla dorosłych podjął próbę rozrachunku z epoką stalinizmu w Polsce, krytykując m.in. socrealizm, fałsz propagandy komunistycznej i demoralizację obyczajową robotników, a zwłaszcza jedno z głównych przedsięwzięć w okresie stalinizmu w Polsce – Nową Hutę. Tadeusz Drewnowski określił ten utwór „bombą polityczną odwilży”, ze względu na radykalizm krytyki realiów społeczno-ekonomicznych Polski pierwszej połowy lat 50.
Publikacja tekstu wywołała reperkusje. Władze komunistyczne odwołały redaktora naczelnego „Nowej Kultury”, Pawła Hoffmana. Niemniej echa poematu spowodowały powołanie specjalnej komisji partyjnej i odwołanie zarządu kombinatu Nowej Huty oraz dymisję miejscowej organizacji PZPR, a także zmiany na lepsze w warunkach socjalnych pracowników.